# France Klopčič
France Klopčič, slovenski revolucionar, publicist in zgodovinar, * 25. november 1903, Spittel, državna dežela Alzacija-Lorena, Nemško cesarstvo (danes: L'Hôpital, Francija), † 25. april 1986, Ljubljana. 

## Življenje in delo
Leta 1909 se je s starši vrnil iz Francije v Zagorje ob Savi. Srednjo šolo je obiskoval v Ljubljani, kjer se je 1920 pridružil komunističnemu gibanju ter med leti 1923/1924 postal član vodstva SKOJa v Sloveniji in 1925 član centralnega komiteja (CK) SKOJa. V dvajsetih letih 20. stoletja se je preživljal s publicistiko in kot poklicni revolucionar. Objavljal je politične članke v delavskem tisku in bil med leti 1924-26 sodelavec legalnega glasila KPJ Delavsko-kmetski list.
Ob spopadu z Orjuno v Trbovljah junija 1924 je vodil delavske akcijske čete, ki so napadle orjunaše. Od 1926-1929 je bil član vodstva KPJ v Sloveniji, od decembra 1929 do aprila 1930 tehnični sekretar skupine političnega biroja CK KPJ, ki je delovala v domovini. Zaradi delovanja v partiji je bil dvakrat aretiran in zaprt. Spomladi 1930 je ilegalno odšel v Sovjetsko zvezo; v odsotnosti ga je marca 1931 Državno sodišče za zaščito države v Beogradu obsodilo na 18 let robije. V Moskvi je obiskoval Mednarodno leninsko šolo, vendar je bil že jeseni 1930 aretiran in obdolžen protirevolucionarne dejavnosti ter dve leti zaprt. Po izpustitvi je do 1937 delal pri krajevnem časopisu v Novomoskovsku. Tu ga je zajel val Stalinskih čistk, znova je bil zaprt in nato kot kaznjenec poslan v Gulag ob reki Uhti v avtonomni sovjetski republiki Komi.
Po 8 letih, ki jih je preživel v gulagu je bil novembra 1945 odpuščen iz taborišča, vendar je moral zaradi nestrinjanja z resolucijo Kominterne še 10 let ostati v mestu Uhta, od koder se je po sodni rehabilitaciji 1956 na jugoslovansko zahtevo vrnil v domovino. Po vrnitvi se je najprej zaposlil v Zgodovinskem arhivu CK ZKS, ter nato do 1963 delal na Inštitutu za zgodovino delavskega gibanja v Ljubljani.
Objavil je okoli 170 člankov in razprav ter se uveljavil kot zgodovinar delavskega gibanja; obenem pa bil polemičen v obravnavi teorije zgodovine delavskega gibanja in sodobne družbene problematike.
Delo: Velika razmejitev: Študija o nastanku komunistične stranke v Sloveniji 1920 in o njeni dejavnosti od maja 1920 do septembra 1920, DZS 1969.